# 2014 en Belgique
Chronologie de la Belgique
- 2010
- 2011
- 2012
- 2013
- 2014
- 2015
- 2016
- 2017
- 2018

Cette page concerne des événements qui se sont produits durant l'année 2014 du calendrier grégorien en Belgique.

## Chronologie
- 13 février : la Chambre des représentants approuve, après le Sénat, la loi étendant aux mineurs la loi de 2002 sur l’euthanasie[1].
- 8 mars : un accident de la route fait sept morts sur la E314 à hauteur de Zonhoven (province de Limbourg), en direction des Pays-Bas[2]. Les sept jeunes ayant entre 15 et 23 ans ont brûlé dans leur voiture peu après que celle-ci a heurté un camion.
- Du 25 au 26 mars : visite du président des États-Unis Barack Obama à Bruxelles et au cimetière américain de Flandre[3].
- Du 30 mars au 1er avril : visite du président de la république populaire de Chine Xi Jinping accompagné de son épouse Peng Liyuan[4].
- 24 mai : une fusillade au Musée juif de Belgique fait quatre morts[5].
- 25 mai : élections européennes, législatives fédérales et régionales. Victoire de la N-VA en Flandre et lourde défaite des écologistes, en Wallonie et à Bruxelles. Le parti marxiste PTB fait son entrée dans plusieurs parlements du pays. Le scrutin est marqué par de graves problèmes informatiques liés au vote électronique, retardant la publication des voix de préférence à Bruxelles et dans certaines circonscriptions wallonnes.
- 4 et 5 juin : sommet du G7 à Bruxelles.
- 26 juin : installation du gouvernement Paasch (ProDG-SP-PFF) en Communauté germanophone de Belgique.
- 20 juillet : installation du gouvernement Vervoort II (PS-cdH-FDF-CD&V-OpenVLD-sp.a) en Région de Bruxelles-Capitale.
- 22 juillet : installation du gouvernement Magnette (PS-cdH) en Région wallonne et du gouvernement Demotte III (PS-cdH) pour la Communauté française de Belgique.
- 25 juillet : installation du gouvernement Bourgeois (N-VA-CD&V-Open VLD) en Région flamande.
- 4 août : commémorations du centenaire de la Première Guerre mondiale au Mémorial Interallié de Cointe, à Louvain et au cimetière militaire de Saint-Symphorien[6].
- 26 septembre : la Chambre adopte une « résolution sur la situation en Irak et la participation de la Belgique à la coalition internationale contre l'État islamique »[7]. Le même jour, six chasseurs-bombardiers F-16 belges quittent la base aérienne de Florennes à destination de la Grèce, avant de rejoindre la Jordanie[8].
- 11 octobre : installation du gouvernement Michel, gouvernement fédéral de centre droit. Pour la première fois depuis 1988, le Parti socialiste se retrouve dans l'opposition au niveau fédéral.
- 28 octobre : commémorations du centenaire de la Première Guerre mondiale  au Monument au Roi Albert Ier de Nieuport et à la Porte de Menin (Ypres)[9].
- 6 novembre : à Bruxelles, la manifestation nationale organisée en front commun syndical rassemble plus de 100 000 personnes. Les syndicats dénoncent les réformes socio-économiques annoncées par le gouvernement Michel. À l'issue de la manifestation, de violents affrontements éclatent entre les forces de l'ordre et quelques centaines de manifestants non loin de la gare de Bruxelles-Midi[10].
- 12 décembre : funérailles d'État de la reine Fabiola[11].
- 15 décembre : une grève générale organisée en front commun syndical paralyse les secteurs public et privé[12].

## Culture

### Architecture

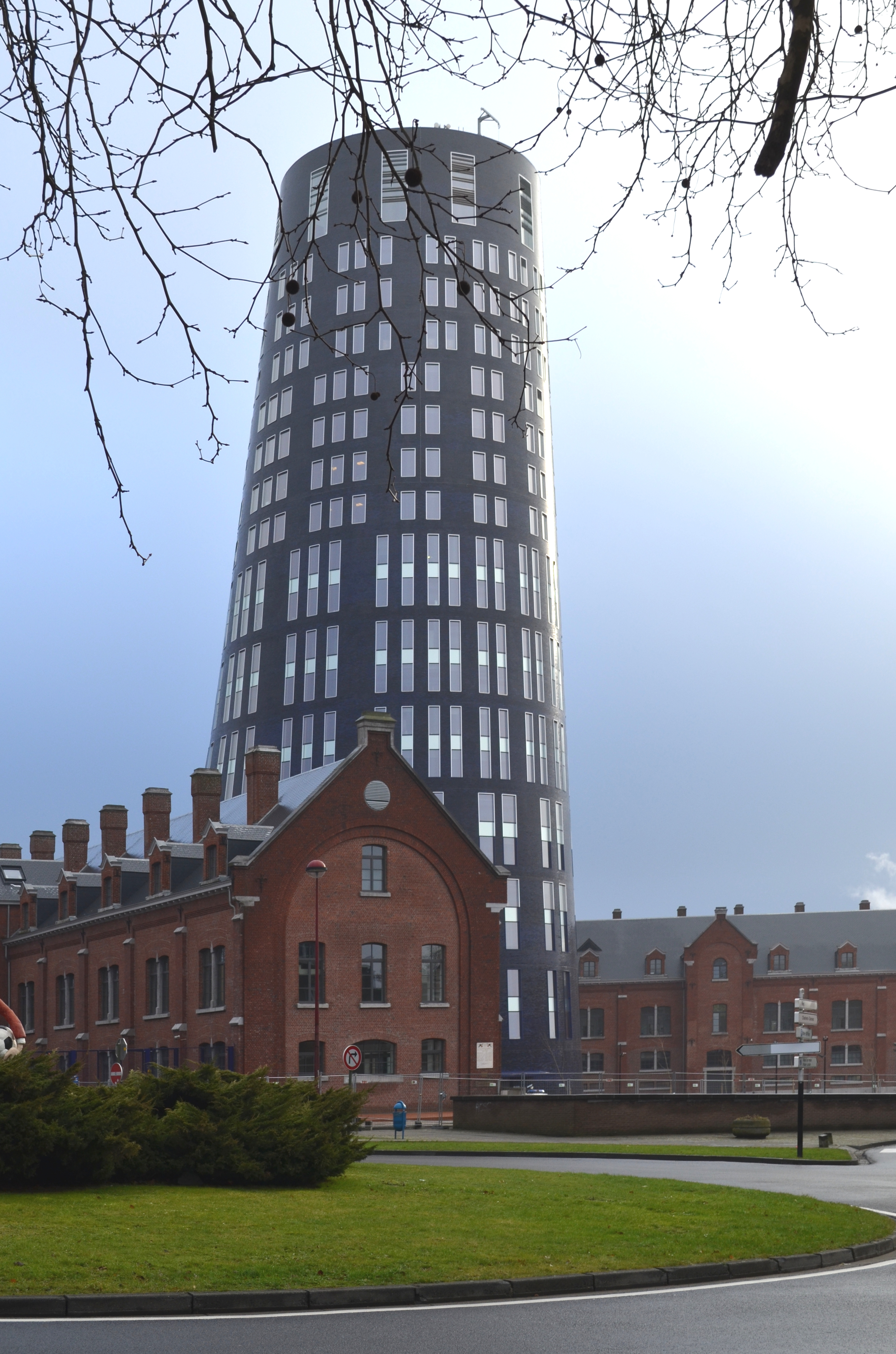
Tour Bleue de la zone de police de Charleroi (Jean Nouvel)

### Cinéma
- Deux jours, une nuit, des frères Dardenne.
- Flying Home de Dominique Deruddere.
- Halfweg de Geoffrey Enthoven.
- Les Rayures du zèbre, de Benoît Mariage.

### Littérature
- Stefan Hertmans reçoit le prix littéraire AKO le 13 novembre pour son roman Oorlog en terpentijn[13].
- Prix Victor-Rossel : Hedwige Jeanmart, Blanès (Gallimard)[14].
- L'Élixir d'amour, roman épistolaire d'Éric-Emmanuel Schmitt.
- Pétronille, roman d'Amélie Nothomb.

### Musique
- Concours musical international Reine Élisabeth de Belgique 2014 (chant)

## Sciences
- Prix Francqui : Bart Lambrecht (immunologie, UGent)[15].

## Décès
- 2 janvier : Jeanne Brabants, danseuse, chorégraphe et pédagogue.
- 19 janvier : Damien Yzerbyt, homme politique.
- 28 janvier : 
  - Philippe Delaby, dessinateur de bande dessinée.
  - André Jacqmain, architecte.
- 16 février : Alain Bertrand, écrivain d'expression française.
- 18 février : Kristof Goddaert, coureur cycliste.
- 19 février : Norbert Beuls, joueur de football.
- 22 février : Ferdinand De Bondt, homme politique.
- 27 février : Jan Hoet, historien de l'art.
- 1er mars : Paul Tant, homme politique.
- 3 mars : Pierre Laroche, acteur.
- 9 mars : Gerard Mortier, directeur d'opéra.
- 12 mars : Jean Vallée, auteur-compositeur-interprète.
- 22 mars : Fernand De Clerck, dirigeant de football.
- 23 mars : Regine Beer, survivante du camp de concentration d'Auschwitz.
- 25 mars : Lode Wouters, coureur cycliste.
- 31 mars : Roger Somville, artiste peintre.
- 5 avril : France Truffaut, femme politique.
- 9 avril : Jos Chabert, homme politique.
- 5 mai : Chris Vander Stappen, scénariste et réalisatrice.
- 15 mai : Jean-Luc Dehaene, Premier ministre de 1992 à 1999 (mort à Quimper, France).
- 24 mai : Jean-Claude Pirotte, écrivain, artiste peintre.
- 4 juin :
  - François Dufour, homme politique et syndicaliste.
  - Jos Ghysen, écrivain d'expression néerlandaise, animateur de radio et de télévision.
- 26 juillet : Roland Verhavert, réalisateur et producteur de cinéma.
- 11 août : Simon Leys, écrivain et sinologue (mort à Sydney, Australie).
- 13 août : Jean-Paul Emonds-Alt, dessinateur, peintre et sculpteur.
- 18 août : Jean Nicolay, joueur de football.
- 22 août : André Balthazar, poète.
- 30 août : Igor Decraene, coureur cycliste.
- 1er septembre : Georges Pradez, animateur de radio et de télévision.
- 18 septembre : Olivier Vanneste, gouverneur.
- 20 septembre : Pino Cerami, coureur cycliste.
- 22 septembre : Flor Van Noppen, homme politique.
- 3 octobre : Ward Ruyslinck, écrivain d'expression néerlandaise.
- 23 octobre : André Piters, joueur de football.
- 9 novembre : Willy Monty, coureur cycliste.
- 12 novembre : Jean-Pierre de Launoit, homme d'affaires.
- 29 novembre : Luc De Vos, chanteur.
- 5 décembre : Fabiola de Mora y Aragón, reine des Belges.
- 10 décembre : Jean-Émile Humblet, homme politique.
- 26 décembre : Leo Tindemans, Premier ministre de 1974 à 1978.
- 27 décembre :
  - Jacques Vandenhaute, homme politique.
  - Karel Poma, homme politique.

## Statistiques
- Population totale au 1er janvier 2014 : 11 203 992 habitants[16].